# Manfred Kyber
Manfred Kyber (Riga, 1 maart 1880 – Löwenstein, 10 maart 1933) was een Duitse schrijver, toneelschrijver, dichter, criticus en vertaler.
Hij werd bekend door zijn boek Unter Tieren (1912). Na de Eerste Wereldoorlog verschenen de eerste sprookjes van zijn hand. In zijn fabels, sprookjes en romans staat vaak de dieren- of de kinderziel centraal. Tot zijn meest bekende boeken behoren Veronika's drievoudig licht en Het land van belofte.

## Levensloop

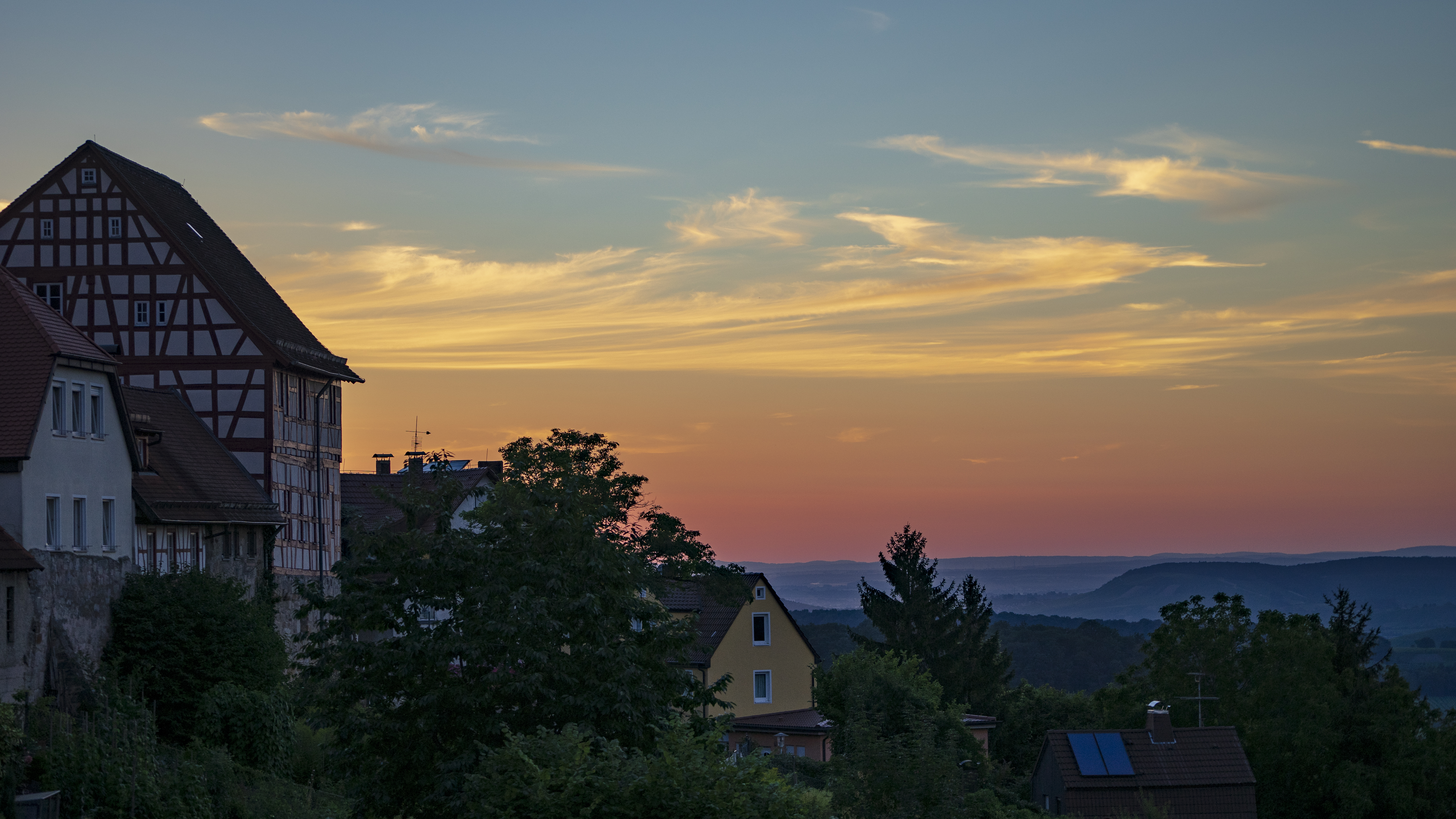
Manfred Kyber-Museum in Löwenstein (Duitsland).

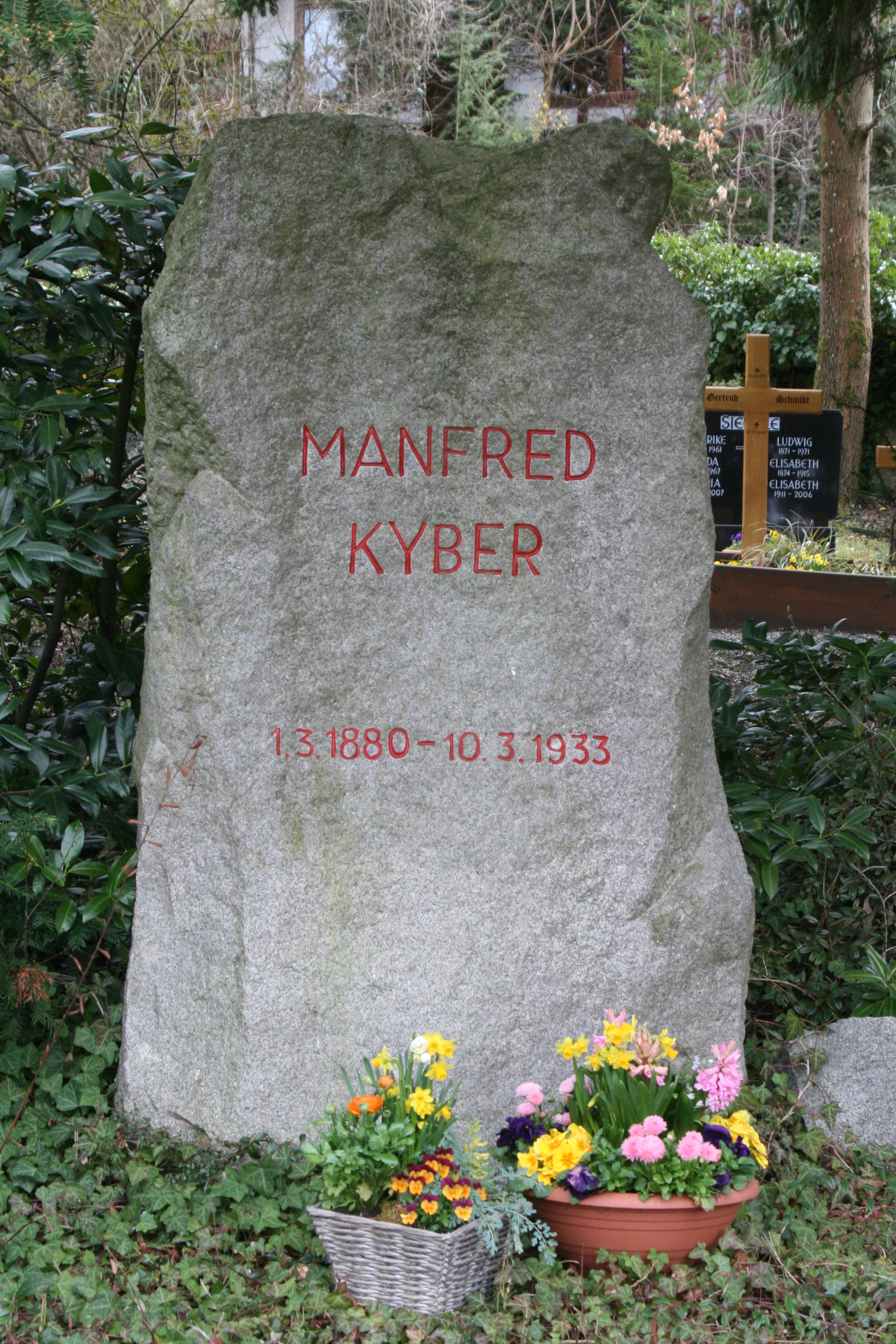
Graf van Manfred Kyber op het Waldfriedhof in Löwenstein.

Kyber begon in 1900 een studie psychologie en natuurfilosofie aan de Universiteit van Leipzig. Hij voelde zich echter meer tot de dichtkunst aangetrokken en zocht aansluiting bij de kunstenaarskringen in Leipzig, waar hij onder meer Max Klinger leerde kennen. Zijn vader stimuleerde hem om zijn studie af te maken, maar toen deze echter plotseling overleed in 1902, stopte Kyber met zijn opleiding. Niet lang daarna verscheen zijn eerste dichtbundel.
Met schrijfster en componiste Elisabeth Gerlach-Wintzer kreeg Kyber in 1904 een buitenechtelijk kind, dochter Leonie. Kyber ging in Berlijn wonen, waar hij een aanstelling kreeg als redacteur van een tijdschrift. In 1909 trouwde hij met Elisabeth Boltho von Hohenbach. In 1911 leerde hij Rudolf Steiner kennen en sloot hij zich aan bij de Antroposofische beweging.
Tijdens de Eerste Wereldoorlog werd hij vanwege zijn Russische paspoort gevangengezet. Na de oorlog ging hij naar Letland, waar hij echter in aanraking kwam met de Bolsjewieken. Hij vestigde zich vervolgens met zijn echtgenote in Stuttgart; daar werkte hij als redacteur bij een uitgeverij en schreef hij recensies. Aan de Volkshogeschool gaf hij lezingen over occultisme. Daarnaast werd hij actief bij de (in die tijd zeker niet vanzelfsprekende) dierenbescherming.
In 1922 scheidde Manfred Kyber van zijn vrouw en adopteerde hij zijn dochter Leonie. Met haar ging hij in Löwenstein, in Heilbronn, wonen; ze leefden daar in armoedige omstandigheden. Kyber schreef daar het grootste deel van zijn boeken. Hij overleed aldaar op 10 maart 1933, op 53-jarige leeftijd.

## Thema's en typering van zijn werk
Kyber schrijft wonderlijke, sprookjesachtige verhalen over deze en "de andere" wereld. Hij beziet de werkelijkheid met een buitengewone blik. Uit zijn werk spreekt een verlangen naar een andere wereld, een andere werkelijkheid. Hierin zou de mens volwassen en bewust zijn, en een besef hebben van de oorsprong van hun ziel, namelijk God.
Een ander terugkerend thema is de verhouding tussen mens en dier. Kyber beschouwt dieren als wezens met een hart, met gevoelens en met een ziel. Mens en dier stammen in zijn zienswijze uit eenzelfde bron en het is de uitdaging voor de mens om in vrede en harmonie met de dieren te leven, hen met liefde te bejegenen en inzicht te krijgen in hun wezen.
Een even belangrijk thematiek is het kind. Vaak wordt de wereld vanuit de blik van een kind bezien. Dit kind heeft vaak nog het vermogen om de wereld onbevangen te bekijken en staat nog dicht bij de andere, spirituele, werkelijkheid, waarin bijvoorbeeld natuurwezens en engelen op een vanzelfsprekende wijze voorkomen. 
De verhalen, sprookjes en romans zijn eenvoudig en toegankelijk, en tegelijkertijd diepzinnig en sfeervol geschreven. Ze worden geschaard onder esoterie, religie, mystiek of antroposofie.

## Uitgaven
- Drei Waldmärchen, 1902
- Gedichte, 1902
- Coeur-As, 1905
- Meister Mathias, 1906
- Der Schmied vom Eiland, 1908
- Unter Tieren, 1912
- Drei Mysterien, 1913
- Genius astri, 1918
- Märchen, 1920
- Der Königsgaukler, 1921
- Im Gang der Uhr, 1922
- Stilles Land, 1922
- Einführung in das Gesamtgebiet des Okkultismus, 1923
- Tierschutz und Kultur, 1925
- Neue Tiergeschichten, 1926
- Der Mäuseball und andere Tiermärchen, 1927
- Puppenspiel. Neue Märchen, 1928
- Die drei Lichter der kleinen Veronika, 1929
- Neues Menschentum – Betrachtungen in zwölfter Stunde, 1931
- Das Land der Verheißung – Ein franziskanischer Weg zur Heilung der Erde, z.j.

## Nederlandse vertalingen
Verschillende boeken van Kyber zijn in het Nederlands vertaald, waaronder: 
- Veronika's drievoudig licht, een geschiedenis van deze en van de andere wereld
- Het land van belofte, de legende van broeder Immanuel en de dieren
- De duizendkunstenaar, een Indiaas sprookje
- De hemelsleutels en andere sprookjes voor volwassenen
- Manfred Kybers mooiste dierenverhalen
- Genius astri , 34 gedichten

Alle Nederlandstalige titels zijn verschenen bij de uitgeverij Sirius en Siderius.

## Inhoud van Kybers bekendste boeken
Veronika's drievoudig licht

Veronika is een klein meisje dat nog in contact staat met de "andere wereld". Zij groeit op bij haar moeder en tante Marietje, met Moetsepoes, de kat, en Pruik, de hond. In het tuinhuisje woont haar oom, Johannes de Zwerver. In de eerste jaren van haar leven is zij zich vooral bewust van de tuin der geesten: de grote tuin achter het huis waar zij praat met de vogels, de egels, de kevers en andere dieren en waar zij verschillende natuurgeesten ontmoet. Achter in de tuin is een onzichtbare zilveren brug die beschermd wordt door een engel.
Als zij opgroeit raakt zij het vermogen om de tuin der geesten te zien kwijt, en wordt het een gewone tuin. Zij leeft dan meer in het huis der schimmen, waar vele drempels en treden zijn, en waar zij bevriend raakt met Meester Mutsje. Zij ontmoet de grijze vrouw, die ze later een drempel over zal helpen, en sluit vriendschap met Piet, die de werkelijkheid niet begrijpt, maar wel een diep geloof bezit. Volgens oom Johannes, die veel inzicht heeft in de andere wereld, is Piet in een vorig leven een grote wijze geweest.
Door een aantal gebeurtenissen begint Veronika steeds meer te begrijpen van de betekenis van het leven. De joodse handelaar Aron Mendel weet eindelijk zijn zware last af te leggen, tijdens een zware ziekte leert Veronika een vorig leven in Florence kennen dat doorwerkt in het huidige, de kerk van Halmar wordt weer licht, en een grote brand in kasteel Irreloh markeert het einde van de dramatische invloed van Florence.
Johannes de Zwerver neemt uiteindelijk de last van Veronika op zich en zij gaat over de zilveren brug naar de andere wereld. Een nieuwe tijd breekt aan: middernacht is voorbij en het is morgen geworden.
(Nederlandse vertaling 1e druk: 1979; 6e druk: 1992)
(Eerder verschenen bij: L.J. Veen's Uitgeversmaatschappij N.V.: Amsterdam, 1933. Gebonden 217 pp. 1e druk: 1933, 2e druk: 1940, 3e druk: 1949. Vertaling: Dr. J.A. Schröeder. Met een tekening op de omslag van Hilda v.d. Stok).
Het land van belofte

De hoofdpersoon is een franciscaner monnik die, net als de heilige Franciscus, een grote liefde heeft voor dieren. Deze komen naar hem toe als hij ze roept. Hij is een zoekende, hij leeft in eenzaamheid om God nabij te komen. Als de winter invalt doet hij alles wat hij, in zijn armoede, kan voor de dieren die het moeilijk krijgen door de sneeuw en ijzige kou.
Als Kerstmis aanbreekt komen alle dieren naar de hut van de monnik. Hij deelt zijn voedsel zoveel als mogelijk is; maar de dieren weigeren zijn eten op te eten. In plaats daarvan verzoeken zij hem om hen te vertellen van het wonder van Kerstmis; zij voelen namelijk hoe kerst over het woud valt, maar begrijpen het niet. De monnik bidt tot Christus, om zowel lichamelijke als geestelijke verzadiging voor zijn gasten. Dan vindt er een groot wonder plaats...
Zij krijgen hierdoor allemaal meer inzicht in de schepping, de verschrikkelijke houding van mens tot dier (waardoor "alle schepselen vluchten, als zij Gods evenbeeld zien"), het wonder van de liefde, verlossing, de goede wil, het licht in de duisternis.
En de monnik, die met zijn 'mede-broeders', de dieren, wilde delen, krijgt uiteindelijk zelf het grootste geschenk.